# Rio Nevado
O rio nevado ou rio Snowy, é um rio importante no sudeste da Austrália. Ele se origina nas encostas do Monte Kosciuszko, o pico mais alto da Austrália, drenando as encostas orientais das Montanhas Nevadas, em Nova Gales do Sul, antes de fluir através do Parque Nacional Alpino e do Parque Nacional do Rio Nevado, em Vitória, e deságua no Estreito de Bass.